# Paramount Animation
Paramount Animation est la division d’animation de Paramount Pictures. La division a été fondée  le 6 juillet 2011. Son premier film Bob l'éponge, le film : Un héros sort de l'eau, est sorti le 18 février 2015 en France, Le Parc des merveilles est sorti le 3 avril 2019 et Bob l'éponge, le film : Éponge en eaux troubles, est sorti en 2021 en France.
Cette division a été créée dans le but de réintégrer une place dans le marché du film d’animation, place que la Paramount avait perdue en 2012 avec l’arrêt de son contrat avec DreamWorks Animation. De plus, la Paramount ne possédait plus de studio d’animation depuis la disparition des Famous Studios en 1967.

## Histoire

### 2011-2017: Débuts
En juillet 2011, en voyant le succès au box office de Rango (produit par Paramount Pictures et Nickelodeon Movies), et plus tard de Madagascar 3 : Bons baisers d'Europe en 2012 (produits par DreamWorks Animation), Paramount annonce la formation d’une nouvelle division consacrée à l’animation.
En octobre 2011, l’ancien président de Walt Disney Feature Animation David Stainton (en) est nommé à la tête de Paramount Animation. Mais en février 2012, il abandonne et laisse sa place à Adam Goodman (en). Il est annoncé dans le même temps que Bob l'éponge, le film : Un héros sort de l'eau sortira en 2014. Le film serait une suite de Bob l'éponge, le film, paru en 2004, issu de la célèbre série télévisée du même nom sur Nickelodeon.
En juillet 2013, Paramount annonce la préparation d’un nouveau film dérivé de l’univers Transformers  qui se nomme Monster Cars. Jonathan Aibel et Glenn Berger seraient scénaristes, tandis que Chris Wedge (réalisateur de l’Age de Glace), dirigerait le film.
À sa sortie, Bob l'éponge, le film : Un héros sort de l'eau reçoit de bonnes critiques aux US bien que les français restent mitigés à son sujet (2,2/5 sur Allociné). Le film est en tout cas un succès au box office puisqu’il engrange 325 millions $. Le même mois, Adam Goodman est viré de Paramount Animation et le studio annonce un autre film Bob l’éponge.
En 2015, le studio annonce des projets concernant Le Parc des merveilles, Monster Cars, Le Petit Prince, Sherlock Gnomes et un troisième film Bob l’éponge.
La sortie de Monster Cars en 2016 est un flop et le film n’engrange que 64,5 millions $ pour un budget de 125 millions $. Le studio perd 120 millions $,,.

### 2017-Aujourd'hui: Arrivée de Jim Gianopulos
En juillet 2017, Mireille Soria (en), ancienne coprésidente de DreamWorks Animation est nommée à la tête du studio.
Le studio sort son troisième film, Sherlock Gnomes en mars 2018 : c'est une déception critique et financière. Le film n'engrange que 90 millions $ pour un budget de 59 millions $.
En avril 2018, Paramount Pictures nomme Ramsey Naito, ancienne productrice chez Blue Sky Studios et Nickelodeon Movies, comme vice-présidente de Paramount Animation,.
Le Parc des merveilles sort en mars 2019 : c'est un flop commercial avec seulement 19 millions $ de recette. En France, l'accueil est plutôt positif avec une moyenne de 3,2 sur Allociné.

## Processus de production
Tout comme les studios concurrents tels que Warner Animation Group ou Sony Pictures Animation, Paramount Animation utilise des studios d'animation tiers pour concevoir les animations comme Animal Logic ou Reel FX Creative Studios. Certains films sont réalisés en dehors du studio, bien qu'il porte le label Paramount.

## Filmographie
N.B. : Tous les films sont distribués par Paramount Pictures.

### Longs-métrages produits
|   | Titre                                           | Date de sortie    | Sociétés de co-production                                                            | Animation                                      | Réalisateurs                |
| - | ----------------------------------------------- | ----------------- | ------------------------------------------------------------------------------------ | ---------------------------------------------- | --------------------------- |
| 1 | Bob l'éponge, le film : Un héros sort de l'eau  | 18 février 2015   | Nickelodeon Movies, United Plankton Pictures (en)                                    | Method Studios (en), Rough Draft Studios       | Paul Tibbitt, Mike Mitchell |
| 2 | Monster Cars                                    | 21 décembre 2016  | Disruption Entertainment (en), Nickelodeon Movies                                    | Moving Picture Company                         | Chris Wedge                 |
| 3 | Sherlock Gnomes                                 | 11 avril 2018     | Metro-Goldwyn-Mayer, Rocket Pictures (en)                                            | Mikros Image, Reel FX Creative Studio          | John Stevenson              |
| 4 | Le Parc des merveilles                          | 3 avril 2019      | Nickelodeon Movies                                                                   | Ilion Animation Studios (en)                   | Dylan Brown                 |
| 5 | Bob l'éponge, le film : Éponge en eaux troubles | 14 août 2020      | Mikros Image, Nickelodeon Movies, United Plankton Pictures (en)                      | Mikros Image                                   | Tim Hill                    |
| 6 | Steve, bête de combat                           | 15 décembre 2021  | WWE Studios, Walden Media, Real FX Animation Studio                                  | Reel FX Creative Studio, New Republic Pictures | Hamish Grieve               |
| 7 | Sous la promenade,                              | 27 octobre 2023   | New Republic Pictures (en) DNEG Animation Big Kid Pictures                           | DNEG                                           | David Soren                 |
| 8 | La Légende du tigre,                            | 2 février 2024    | New Republic Pictures                                                                | Mikros Animation (Montreal and Paris)          | Raman Hui                   |
| 9 | Transformers : Le Commencement                  | 20 septembre 2024 | Hasbro Entertainment New Republic Pictures (en) Di Bonaventura Pictures Bayhem Films | Industrial Light & Magic                       | Josh Cooley                 |

### Longs-métrages à venir
| Titre                                                 | Date de sortie annoncée (pour les EU) | Sociétés de coproduction                                        | Animation                    | Réalisateur                  | Statut de production | Références |
| ----------------------------------------------------- | ------------------------------------- | --------------------------------------------------------------- | ---------------------------- | ---------------------------- | -------------------- | ---------- |
| Les Schtroumpfs, le film                              | 18 juillet 2025                       | Nickelodeon Movies Marcy Media Films LAFIG Belgium Peyo Company | Cinesite (Vancouver)         | Chris Miller, Matthew Landon | Complété             | ,          |
| Bob l'éponge - le film : Un Pour Tous, Tous Pirates ! | 24 décembre 2025                      | Nickelodeon Movies United Plankton Pictures                     | Reel FX Animation            | Derek Drymon                 | En production        | ,          |
| Aang, le dernier maître de l'air                      | 30 janvier 2026                       | Nickelodeon Movies Avatar Studios                               | Flying Bark Productions (en) | Lauren Montgomery            | En production        | [ 34 ]     |